# 埃默里大学牛津学院

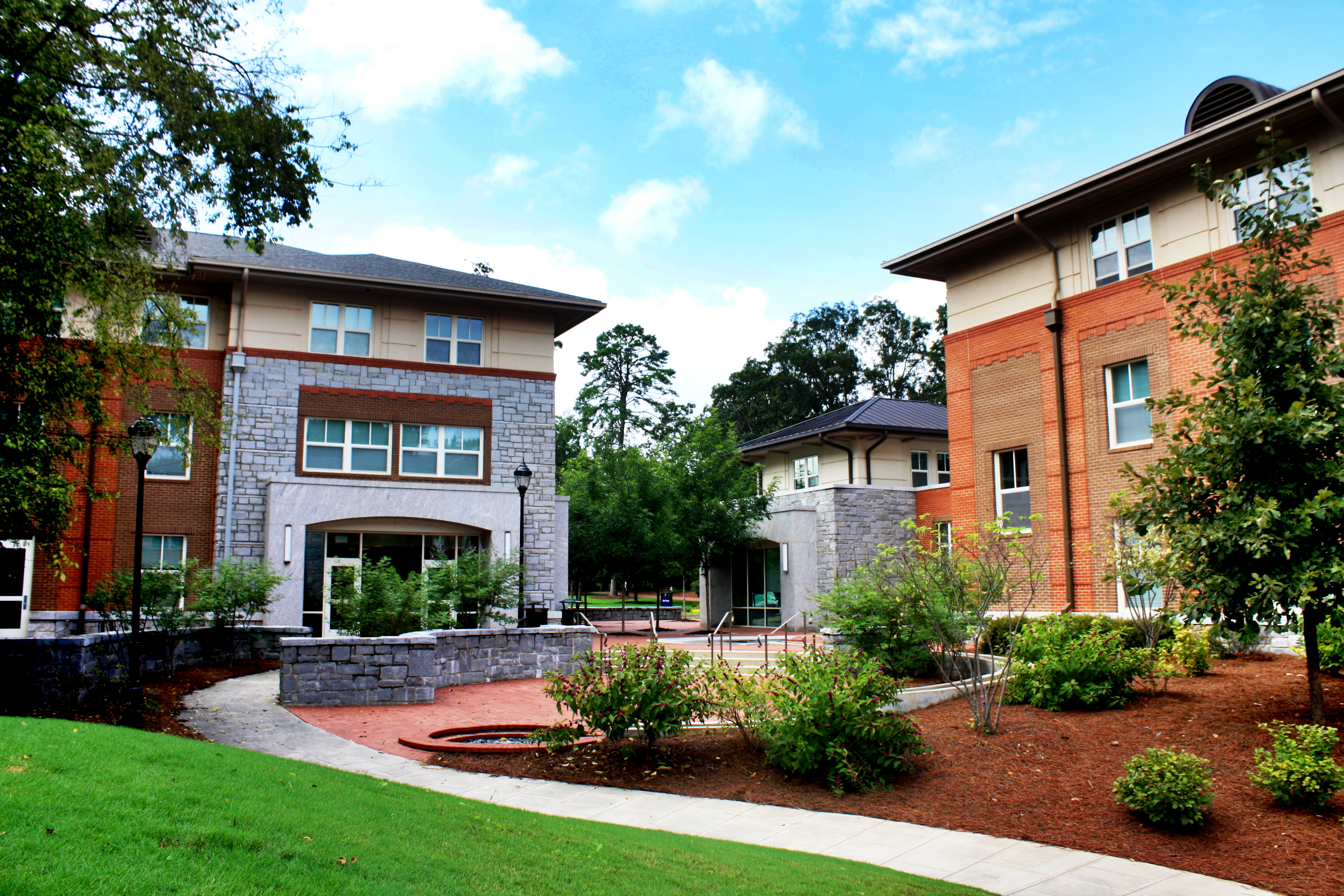
埃默里大学牛津学院

埃默里大学牛津学院（英語：Oxford College of Emory University）为埃默里大学下属九所学院之一，位于美国乔治亚州牛顿县牛津市，离埃默里的亚特兰大校园以东38英里。

## 历史
此学院建立于1836年，而原来是主校区。1915年，埃默里在亚特兰大创立了一位新校园，因而牛津改为两年的本科学院。牛津的学生完成两年的博雅教育副学士学位后，会自动入升埃默里艺术和科学学院完成他们的本科学习。其学术部门包括人类学、艺术、生物学、化学、经济学、英语、地质学、历史学、语言学、数学和计算机科学、音乐、政治科学、哲学、心理学、物理和天文学、定量理论和方法、宗教、社会学、戏剧和妇女研究。牛津学院招收了来自各种宗教，种族和地域背景的新生和大二学生。这980名学生来自34个美国州，波多黎各和另外18个国家。
牛津校园著名校友包含美国副总统阿尔本·威廉·巴克利、美国最高法院大法官Lucius Quintus Cincinnatus Lamar I、韩国国歌《爱国歌》作者尹致昊、韩国总理李洪九、美国女歌手凯莉·希尔森和美国历史学家Dumas Malone。